# Grandlbach (Liebochbach)
Der Grandlbach ist ein rund 0,37 Kilometer langer rechter Nebenfluss des Liebochbaches in der Steiermark. Er entspringt südöstlich des Hauptortes von Stiwoll und mündet südöstlich des Ortes in den Liebochbach.